# Fate/stay night: Unlimited Blade Works (Animeserie)
Fate/stay night: Unlimited Blade Works (japanisch フェイト/ステイナイト ~Unlimited Blade Works~) ist eine Animeserie, die vom Studio Ufotable produziert wurde und auf der Visual-Novel Fate/stay night (bzw. der Unlimited Blade Works-Route) von Type-Moon basiert. Die 26 Episoden wurden auf zwei Staffeln aufgeteilt, die jeweils vom 4. Oktober bis zum 27. Dezember 2014 und vom 4. April bis zum 27. Juni 2015 ausgestrahlt wurden. Bei der Veröffentlichung erhielt die Serie sehr positive Kritiken, wobei besonders die visuell beeindruckende Animation gelobt wurden. Die Serie war in Japan ein großer kommerzieller Erfolg und erhielt zahlreiche Auszeichnungen, z. B. von der Zeitschrift Newtype.

## Handlung
Die Geschichte handelt von Shirō Emiya, einen fleißigen und ehrlichen Teenager, der widerwillig in den fünften Heiligen Gral Krieg verwickelt wird. In diesem Krieg kämpfen die Teilnehmer mit Magie und historischen Helden um die Erfüllung ihrer Wünsche. Shirō war der einzige Überlebende des verheerenden Feuers der Stadt Fuyuki und wurde von einem Magier namens Kiritsugu Emiya aufgenommen und gerettet. Dieser verstarb allerdings einige Jahre später. Shirōs Mitgefühl für die Verstorbenen und seine eigene Rettung durch seinen Vater entwickelten in ihm einen starken Wunsch nach Frieden und Gerechtigkeit. Bestärkt durch dieses Gefühl versuchte er sowohl seine Ausdauer als auch seine Magie-Fähigkeiten zu verbessern, um anderen Menschen helfen zu können, selbst wenn diese oft seine Großzügigkeit ausnutzten. Eines Abends stößt Shirō unerwartet auf zwei Krieger, Archer und Lancer, die auf seinem Schulgelände kämpfen. Er wird von Lancer angegriffen und fast getötet, doch Archers Meisterin, Rin Tōsaka, gelingt es, ihn kurz vor dem Tod wiederzubeleben. Als Lancer erneut angreift und kurz davor ist Shirō zu töten, ruft er versehentlich seinen Servant, Saber, die ihm das Leben rettet. Mit der Beschwörung erscheint das Befehls-Siegel auf Shirous Hand und besiegelt seinen Eintritt als Meister in den Heiligen Gral Krieg.
Als Saber Lancer in die Flucht schlägt, gerät sie in einen Kampf mit Archer. Shirō stoppt sie jedoch mit einem Befehlszauber, als er Rin, seine Mitschülerin, sieht. Shirō und Rin beschließen, eine Allianz zu formen, um gegen andere Magier zu kämpfen. Durch den Priester Kirei Kotomine erfährt Shiroō mehr über den Kontext des Heiligen Gral Krieges. Obwohl er zunächst zögert, entscheidet er sich dennoch teilzunehmen. Sein Ziel ist es zukünftige Katastrophen zu verhindern, die durch Wünsche des Heiligen Grals ausgelöst werden könnten.
Mit der Zeit beginnt Shirou, seine eigenen Fähigkeiten als Magier zu entwickeln, indem er Archers Fähigkeiten imitiert. Rin stellt auffallende Ähnlichkeiten zwischen den beiden fest. Doch in einem Kampf gegen den Servant Caster, als er versucht, seinen Vormund Fujimura zu retten, verliert Shirō die Kontrolle über Saber, die von Caster gefangen genommen wird. Shirou schwört, den Krieg zu stoppen und seine Freunde zu retten. Archer verrät Rin während eines Kampfes gegen Caster, doch Rin erneuert ihre Allianz mit Shirou. Mit Lancers Hilfe gelingt es dem Duo, Saber aus den Händen von Caster zu befreien, die daraufhin getötet wird.
Um mehr Verbündete zu gewinnen, beschließen Rin und Shirō, sich mit Illyasviel von Einzbern und ihrem Servant Berserker zusammenzuschließen. Doch Gilgamesh, Kotomines ehemaliger Servant, taucht auf und tötet sowohl Illya als auch Berserker, bevor Rin und Shirō ihn aufhalten können. In Illyas Villa fordert Archer Shirō zum Kampf heraus, in der Hoffnung Shirōs Ziel, ein Held zu werden, zu zerstören. Verwirrt verlangt Saber zu wissen, was seine wahren Absichten sind. Archer offenbart, dass er eine Version von Shirō aus der Zukunft ist und nach einer Desillusionierung ein heroischer Geist wurde. Shirō akzeptiert jedoch seine Zukunft ungeachtet von Archers Bedauern und entscheidet sich, an Kiritsugus Idealen eines Helden festzuhalten. Gilgamesh versucht, Archer und Shirō zu töten, aber ersterer opfert sich, um letzterem zu schützen. Gilgamesh nimmt Illyas Herz, um seinen anderen Meister Shinji Matō zu verwenden den korrumpierten Heiligen Gral zu beschwören. Um Archers Hoffnungen zu erfüllen, überträgt Rin ihr Mana auf Shirō, damit er mit Archers replizierten Kräften gegen Gilgamesh kämpfen kann. Als Shirou Gilgamesh fast tötet, nutzt Archer seine letzten Kräfte, um den finalen Angriff auf ihren Feind auszuführen, während Saber hilft den Heiligen Gral zu zerstören. Mit dem Ende des Krieges und dem Verschwinden der Servants ziehen Shirō und Rin nach London, um mehr über Magie zu lernen. Shirō gelobt erneut, Kiritsugus Ideale zu bewahren.

## Entstehungsgeschichte
Im Jahr 2011 veröffentlichte Type-Moon eine Portierung von Fate/stay night für die PlayStation Vita. Type-Moon hatte geplant, jeweils für jede Route des Spiels animierte Zwischensequenzen in den Port zu integrieren. Ufotable wurde mit der Animation dieser Zwischensequenzen beauftragt. Während der Produktion kam der Präsident von Ufotable, Hikaru Kondo, auf die Idee, eine vollständige Anime-Serie als Adaption der Visual-Novel zu produzieren. Zu diesem Zeitpunkt hatte Studio Deen bereits zwei Werke basierend auf den Spielen produziert, darunter eine animierte Serie aus dem Jahr 2006, die weitgehend auf der Fate-Route basierte, sowie einen Film aus dem Jahr 2010, der auf der Unlimited Blade Works-Route beruhte. Kondo brachte die Idee dem Type-Moon-CEO Takashi Takeuchi vor und sie wurde genehmigt.
Die ursprüngliche Visual Novel umfasst drei Routen: „Fate“, „Unlimited Blade Works“ und „Heaven's Feel“, die mit ähnlichen Prämissen beginnen, sich jedoch allmählich zu einzigartigen Geschichten entwickeln und sich durch ihren Fokus auf verschiedene Hauptcharaktere auszeichnen – Saber, Rin und Sakura. Der Produktionsausschuss von Ufotable hatte unterschiedliche Meinungen zur Entwicklung der neuen Anime-Serie. Einige bevorzugten die Idee, dem Originalwerk bis ins kleinste Detail zu folgen, während andere, wie Hikaru Kondo und Takashi Takeuchi, die „Fate“-Route neu adaptieren wollten, um Sabers Charakterzüge, die in Fate/Zero gezeigt wurden, stärker hervorzuheben. Diese Idee stieß jedoch nicht auf einstimmige Zustimmung im restlichen Produktionsausschuss. Daher wurde der Vorschlag verworfen, in dem Konsens, dass die bereits von Studio Deen animierte „Fate“-Route als Einführung in das Setting des „Fate“-Universums dienen sollte.
Produzent Atsuhiro Iwakami schlug vor, dass eine Adaption der Unlimited Blade Works-Route eine logische Fortsetzung der Ereignisse aus Fate/Zero wäre. Iwakami war sicher, dass die Handlung der Route besser als TV-Serie und nicht als Spielfilm umgesetzt werden sollte. Ufotable erklärte, dass sie die Serie in einem düsteren Setting ähnlich wie Fate/Zero entwickeln wollten, wobei auch Shirō Emiyas Charakterisierung im Vergleich zum ursprünglichen Visual Novel verändert werden sollte. Infolgedessen betonte Miura, dass er in zukünftigen Projekten lieber Shirōs Charakter stärker durch seine eigenen persönlichen Eigenschaften darstellen würde. Der CEO von Type-Moon war der Meinung, dass nur Nasu in der Lage sei, die Ideen, die er in Shirō einfließen ließ, richtig zu vermitteln und sie auf der Leinwand korrekt umzusetzen, um die Wahrnehmung des Publikums für den Charakter zu vertiefen. Ein weiterer Charakter, den Miura gerne weiterentwickelt sehen wollte, war Illya. In der zweiten Hälfte der Serie erhält sie eine tiefergehende Entwicklung, als sie über die Vergangenheit ihres Vaters erfährt. Dies löst in ihr eine starke innere Zerrissenheit und Angst aus. Der Epilog der Serie fügte eine neue Szene hinzu, in der eine Person, die Shirō sehr ähnlich sieht, in Archers Dimension zu sehen ist. Dies sorgte bei den Fans für viele Fragen bezüglich Shirous Schicksal. Der Autor der Fate-Visual-Novel, Kinoko Nasu, blieb jedoch vage und ließ offen, ob diese Person tatsächlich Shirō war oder nicht.
Der Anime wurde gemeinsam von Aniplex, Notes und Ufotable produziert, den gleichen Studios, die auch die Anime-Adaption von Fate/Zero (2011–2012) koproduzierten. Regie führte Takahiro Miura. Die Charakterdesigns stammen von Tomonori Sudō, Hisayuki Tabata und Atsushi Ikariya, basierend auf den ursprünglichen Designs von Takashi Takeuchi. Sudō erhielt Materialien und Animationen zur Durchsicht, um sich auf seine Arbeit vorzubereiten. Als Type-Moon-Fan war er unsicher, wie er am besten die Ausstrahlung jedes Charakters darstellen sollte, arbeitete jedoch eng mit den Regisseuren und Graphikern zusammen, um das bestmögliche Ergebnis zu erzielen. Sudo erklärte, dass er mit der Choreographie der Kämpfe und der Animation während der gesamten Serie sehr zufrieden war. Für die künstlerische Leitung war Koji Eto verantwortlich, für die 3D-Animationen Kōjirō Shishido und für die Kameraführung Yuichi Terao.

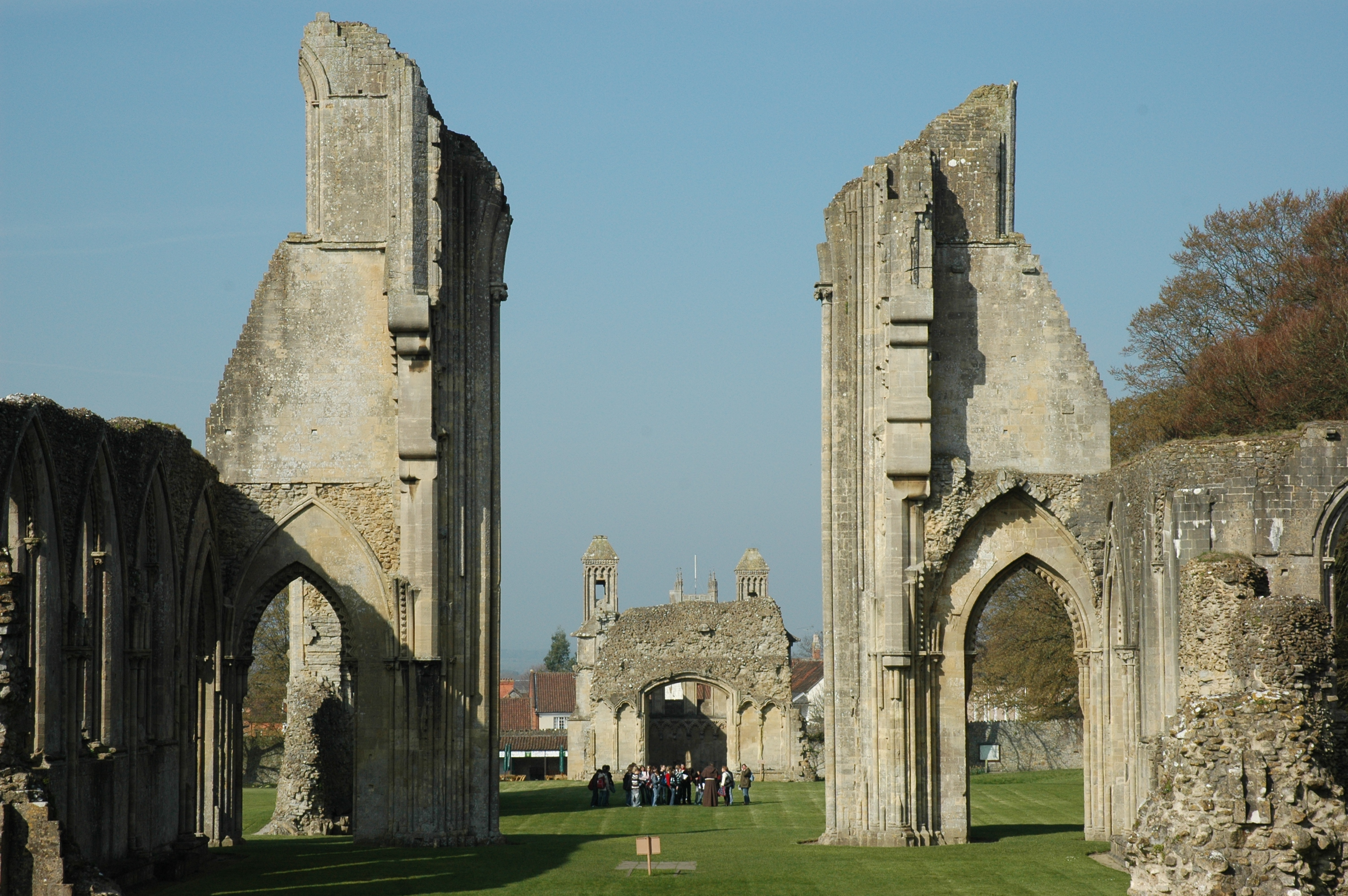
Die Ruinen von Glastonbury Abbey aus dem Epilog der Serie. In der Mitte ist das Grab von König Artus zu sehen.

### Synchronisation
Alle japanischen Synchronsprecher der Studio-Deen-Adaption behielten ihre Rolle bei. Im Gegensatz dazu wurden in der deutschen Synchronisation fast alle Sprecher neu besetzt.
Noriaki Sugiyama (der Synchronsprecher von Shirō) merkte an, dass er während der Dreharbeiten sehr angespannt gewesen war, da er seit 2010 nicht mehr an den Fate-Hauptadaptionen mitgewirkt hatte. Sugiyama befürchtete außerdem, dass seine Synchronsprechrollen aus den Comedy Spin-Offs wie Fate/kaleiid liner Prisma Illya oder Carnival Phantasm, seine Perfomance für Unlimited Blade Works beeinträchtigen könnten. Ayako Kawasumi, die japanische Synchronsprecherin von Saber, stellte fest, dass die Charakterisierung ihrer Rolle in Unlimited Blade Works im Vergleich zur Fate-Route anders war, da Saber keine romantischen Gefühle für Shirō mehr hatte. Das führte dazu, dass Saber mit einem eher stoischen Auftreten dargestellt wurde und Shirō lediglich als ihren Master und nicht als romantisches Interesse ansah.
| Rolle                   | japanischer Sprecher | deutscher Sprecher   |
| ----------------------- | -------------------- | -------------------- |
| Shirō Emiya             | Noriaki Sugiyama     | Ricardo Richter      |
| Rin Tōsaka              | Kana Ueda            | Jennifer Weiß        |
| Saber                   | Ayako Kawasumi       | Iris R. Hassenzahl   |
| Archer                  | Junichi Suwabe       | Torsten Sense        |
| Caster                  | Atsuko Tanaka        | Sabina Godec         |
| Assassin                | Shin’ichirō Miki     | Stéphane Bittoun     |
| Illyasviel von Einzbern | Mai Kadowaki         | Charlotte Uhlig      |
| Kiritsugu Emiya         | Rikiya Koyama        | Michael-Che Koch     |
| Taiga Fujimura          | Miki Itō             | Kirstin Hesse        |
| Gilgamesh               | Tomokazu Seki        | René Dawn-Claude     |
| Kirei Kotomine          | Jōji Nakata          | Tobias Brecklinghaus |
| Sōichirō Kuzuki         | Masaki Terasoma      | Carlos Lobo          |
| Lancer                  | Nobutoshi Canna      | Moritz Brendel       |
| Sakura Matō             | Noriko Shitaya       | Rieke Werner         |
| Shinji Matō             | Hiroshi Kamiya       | Marco Sven Reinbold  |
| Rider                   | Yū Asakawa           | Gabi Franke          |

### Musik

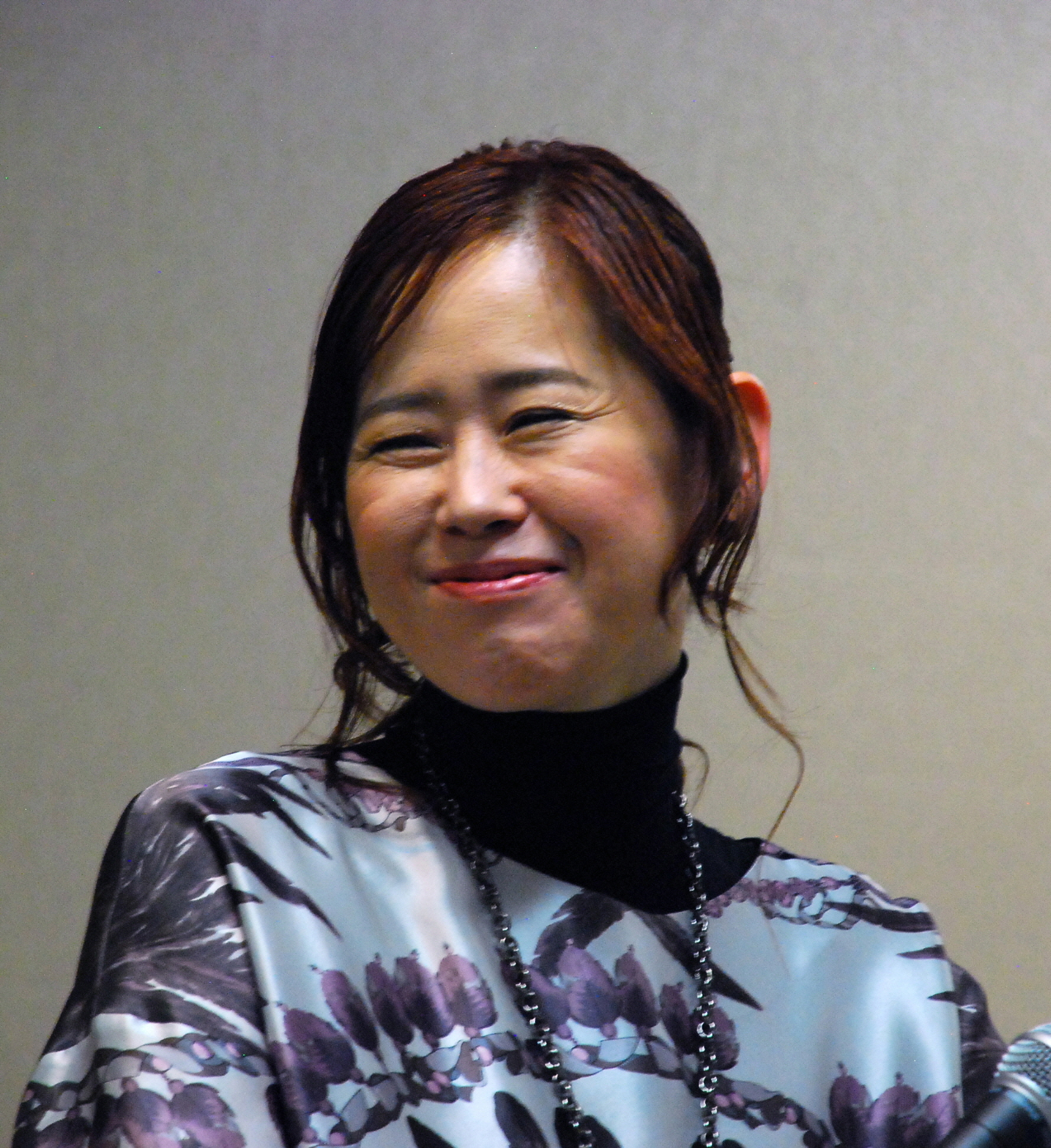
Komponistin Yuki Kajiura

Der Soundtrack von Fate/stay night [Unlimited Blade Works] wurde komponiert und produziert von Hideyuki Fukasawa, Yuki Kajiura und NUMBER 201. Der Opening-Song der ersten Staffel ist Ideal White von Mashiro Ayano und der Ending-Song ist Believe von Kalafina. Für die zweite Staffel sang Aimer den Opening-Song Brave Shine, während der Ending-Song Ring Your Bell von Kalafina gesungen wurde. Ein Remix von Ring Your Bell mit dem Titel Ring Your Bell (in the silence) wurde als Ending-Song für Episode 15 verwendet. Der Song Last Stardust, ebenfalls von Aimer gesungen, wurde als Insert-Song in Episode 20 eingesetzt. LiSA sang ein neues Cover von This Illusion, welches bereits in der Fate stay/night-Adaption von 2006 verwendet wurde. Das Album wurde erstmals am 25. März 2015 in Japan von Aniplex unter der Katalognummer ANZX-11636 veröffentlicht und später am 25. August 2015 als Teil des nordamerikanischen Blu-ray-Box-Sets in limitierter Auflage erneut veröffentlicht.
Ursprünglich war geplant, dass das zweite Opening der Serie Last Stardust von Aimer sein sollte. Allerdings befand das Team, dass es nicht zu der Inszenierung der Serie passte und entschied sich stattdessen für Brave Shine. Der Autor Kinoko Nasu wollte, dass Last Stardust für die Heaven's Feel-Route verwendet wird, doch das Team von Unlimited Blade Works setzte ihn als Insert-Song in Episode 20 während Shirōs Kampf gegen Archer ein. Der Liedtext handelt von dem Feuer, das Shirōs Stadt zerstörte und befasst sich mit seiner Akzeptanz von Kiritsugus Tod. Ungeachtet der möglichen Reue entschied er sich, seinen Träumen zu folgen. Aimer ließ sich bei der Entwicklung der Beziehung zwischen Shirō und Archer auch von der Beziehung zwischen Jesus und seinem Jünger Judas Iskariot inspirieren. Archer wollte Shirō töten, da er glaubte, dieser sollte niemals geboren worden sein; ähnliche Worte wurden zwischen Jesus und Judas gesagt.
Für den gesamten Unlimited Blade Works-Soundtrack wurden mehr als 400 Kompositionen erstellt. Dies überstieg die durchschnittliche Zahl für eine 24-episodige Anime-Serie, bei der die Anzahl der Tracks normalerweise zwischen 40 und 50 liegt. Als Begleitung für Rückblenden wurden zwei überarbeitete Kompositionen von Yuki Kajiura aus der Fate/Zero-Serie verwendet.

#### Original Soundtrack I
| Nr.          | Titel                                                   | Länge |
| ------------ | ------------------------------------------------------- | ----- |
| 1.           | Unlimited Blade Works                                   | 5:30  |
| 2.           | Rin:Remembrance～召喚                                   | 2:35  |
| 3.           | Archer                                                  | 3:11  |
| 4.           | Shirou:赤い記憶～Invocation                             | 2:01  |
| 5.           | Face to Face                                            | 1:01  |
| 6.           | Souls to Fight                                          | 3:39  |
| 7.           | Storm                                                   | 1:18  |
| 8.           | Vortex of Fate                                          | 4:29  |
| 9.           | Rin's Melody                                            | 1:04  |
| 10.          | Daydream                                                | 1:45  |
| 11.          | A Sword, No Words                                       | 1:52  |
| 12.          | Purple Shade                                            | 2:19  |
| 13.          | Into the Battles                                        | 1:26  |
| 14.          | Arrow                                                   | 0:33  |
| 15.          | Rin:my wish                                             | 1:00  |
| 16.          | Two Hearts                                              | 1:51  |
| 17.          | Reason to Kill                                          | 1:25  |
| 18.          | Fist of desperate～Awakening                            | 4:27  |
| 19.          | Dark Glow                                               | 2:53  |
| 20.          | Unacceptable                                            | 1:56  |
| 21.          | Rule Breaker                                            | 3:43  |
| 22.          | Shirou:Nowhere to go                                    | 2:03  |
| 23.          | Each Choices, Each Steps                                | 5:39  |
| 24.          | Far Away from You                                       | 2:11  |
| 25.          | THIS ILLUSION (Staffel 1 Ending-Song. Gesang von LiSA.) | 4:04  |
| 26.          | count it from zero (Komponiert von Yuki Kajiura)        | 4:34  |
| 27.          | down in the zero (Komponiert von Yuki Kajiura)          | 4:56  |
| Gesamtlänge: | Gesamtlänge:                                            | 73:25 |

## Veröffentlichung
Die Serie wurde erstmals Anfang 2014 angekündigt und offizielle Bekanntmachungen zur Besetzung und Handlung erfolgten im Juli 2014. Die erste Hälfte der Serie lief vom 4. Oktober bis zum 27. Dezember 2014, die zweite Hälfte vom 4. April bis zum 27. Juni 2015. Eine Online-Vorpremiere fand am 28. September 2014 in mehreren Ländern statt, darunter Japan, die Vereinigten Staaten, Frankreich, Deutschland und Südkorea. In Japan wurde die Serie in insgesamt elf DVD-Bänden veröffentlicht, die zwischen dem 26. November 2014 und dem 30. September 2015 erschienen. Zwei Blu-ray-Disks wurden ebenfalls veröffentlicht. Die erste Disk, die die erste Staffel enthielt, wurde am 25. März 2015 veröffentlicht, die zweite Disk folgte am 7. Oktober 2015.
Parallel zur japanischen Ausstrahlung wurden die Folgen in Deutschland von Peppermint Anime auf der hauseigenen Plattform peppermint.tv per Streaming mit deutschen Untertiteln angeboten. Im Juli 2015 begann die Veröffentlichung auf DVD und Blu-ray in insgesamt 4 Boxen mit deutscher Synchronisation. Eine englisch untertitelte Fassung beider Staffeln wurde als Simulcast von Crunchyroll in Nord- und Südamerika, Australien, Neuseeland, dem Vereinigten Königreich und Irland gestreamt. Aniplex of America erwarb die Streaming- und Heimvideorechte an der Serie für Nordamerika. Eine zehnminütige OVA mit dem Titel Sunny Day war auf der Blu-ray-Version der zweiten Hälfte der Serie enthalten, die am 7. Oktober 2015 veröffentlicht wurde. Die Episode basiert auf einem alternativen Ende der Visual Novel.
Um für den Anime zu werben, wurden Shirō, Saber, Rin und Archer dem Videospiel Summons Board hinzugefügt. Auch das Crossover-Spiel The Alchemist Code wurde zur Promotion des Animes genutzt.

## Rezeption
Unlimited Blade Works erhielt viele positive Bewertungen von Kritikern, die insbesondere die Art und Weise lobten, wie Ufotable die Hauptcharaktere handhabte. Auch die Animationsqualität der Serie wurde von den Kritikern gelobt. Richard Eysenbeys, ein Kritiker von Kotaku, nannte sie "die schönste Animeserie, die er je gesehen habe" und hob hervor, dass die fließenden Übergänge zwischen den einzelnen Szenen und die gewählte Farbpalette einen cinematischen Effekt erzeugten, den er als überlegen gegenüber durchschnittlichen Animes und sogar früheren Projekten von Ufotable betrachtete. Zusätzlich hob Nick Creamer von Anime News Network die computergenerierten Spezialeffekte hervor, die seiner Meinung nach die Gesamtqualität der visuellen Darstellung enorm verbesserten.
Chris Beveridge von The Fandom Post gefiel die Darstellung von Shirou in der Serie, insbesondere im Hinblick auf seine gegensätzlichen Idealen im Vergleich zu Archer und Kiritsugu. Japanator empfand Shirōs Entscheidungen in der Serie als ungewöhnlich, sah darin aber eine tiefergehende Charakterentwicklung. Besonders wurde Archers Verrat an Rin als einen emotionalen Plot Twist der Handlung hervorgehoben, da das Duo in den vorherigen Episoden einen Vertrag und eine enge Bindung hatte. Seb Reid lobte den Anime und erklärte, dass sie der Studio Deen-Adaption von 2006 überlegen war, da Rin und Archer bedeutendere Rollen in der Serie hatten. Er bezeichnete sie als die besten Charaktere der Serie. Beveridge teilte ähnliche Ansichten wie Reid und fand ebenfalls Rin aufgrund ihrer Rolle im Serienfinale ansprechender als Saber. Thrillist bezeichnete die Serie als eine der besten Animes der 2010er Jahre und lobte die Krieger des Heiligen-Gral-Krieges, sowie die Charakterisierung von Shirou.
Die Serie war auch kommerziell in Japan sehr erfolgreich. Die erste Blu-ray verkaufte sich 33.876 mal und eroberte die Charts. Bis März 2015 wurde das Fate-Franchise zur Nummer 1 im Bereich der CD-, Bücher- und Videoverkäufe. Bis Ende 2015 wurden in Japan insgesamt 76.222 Blu-ray Schuber verkauft. Im selben Jahr gewann die Serie außerdem den „Best Work“-Preis der Newtype-Zeitschrift. Der Titelsong Brave Shine gewann den Preis für den besten Titelsong der Zeitschrift, während der Anime Soundtrack den zweiten Platz hinter Aldnoah.Zero belegte. Takahiro Miura wurde als bester Regisseur ausgezeichnet, während die Charakterdesigner den dritten Platz erreichten. Aimers Single Brave Shine landete jeweils auf dem vierten Platz in den Oricon- und Billboard Japan Hot 100-Charts.